# Itsasondo
Itsasondo en basque ou Isasondo en espagnol est une commune du Guipuscoa dans la communauté autonome du Pays basque en Espagne.

## Personnalités
- Jokin Mujika (1962) : cycliste.
- Aitor Garmendia (1968) : cycliste.
- Mikel Otegi (1972) : terroriste accusé de tirs de fusil aux ertzaiñas (policiers basques): Iñaki Mendiluce Echeberria et José Luis González Villanueva. Fut jugé par un jury populaire, se présentant en état d'ébriété devant la commission des délits et qui eut pour résultat un grave scandale social. Le "TSJPV" (tribunal) annula le jugement, mais avant que celui-ci ne puisse se refaire, l'accusé s'enfuit. Il sera ensuite détenu en France comme présumé membre de l'ETA.
- Mikel Gaztañaga (1979) : cycliste.
- Zugaitz Ayuso (1979) : coureur de cyclo-cross.

### Sources
- (es) Cet article est partiellement ou en totalité issu de l’article de Wikipédia en espagnol intitulé « Isasondo » (voir la liste des auteurs).